# Gerätetauchen

Gerätetaucher mit Drucklufttauchgerät

Das Gerätetauchen ist eine Form des Tauchens, bei der der Taucher ein Drucklufttauchgerät (englisch scuba), ein Kreislauftauchgerät (Rebreather) oder ein Helmtauchgerät verwendet, um unter Wasser überleben zu können. Durch die künstliche Atemgasversorgung sind – im Gegensatz zum Apnoetauchen – Tauchgänge von mehreren Stunden möglich. Anders als beim oberflächenversorgten Tauchen trägt der Gerätetaucher einen Atemgas-Vorrat während des Tauchgangs mit sich. Normalerweise handelt es sich dabei um Druckluft, es werden aber auch andere Gemische wie Nitrox, Trimix oder Heliox verwendet. Ein Gerätetaucher bewegt sich, angetrieben durch seine Tarierweste und Flossen oder Tauchscooter frei im dreidimensionalen Raum, den ihm das Wasser bietet. Das Gerätetauchen wird in unterschiedlichen Formen ausgeübt: beim Sporttauchen als reine Freizeitbeschäftigung, beim Berufstauchen als Beruf.

## Geschichte

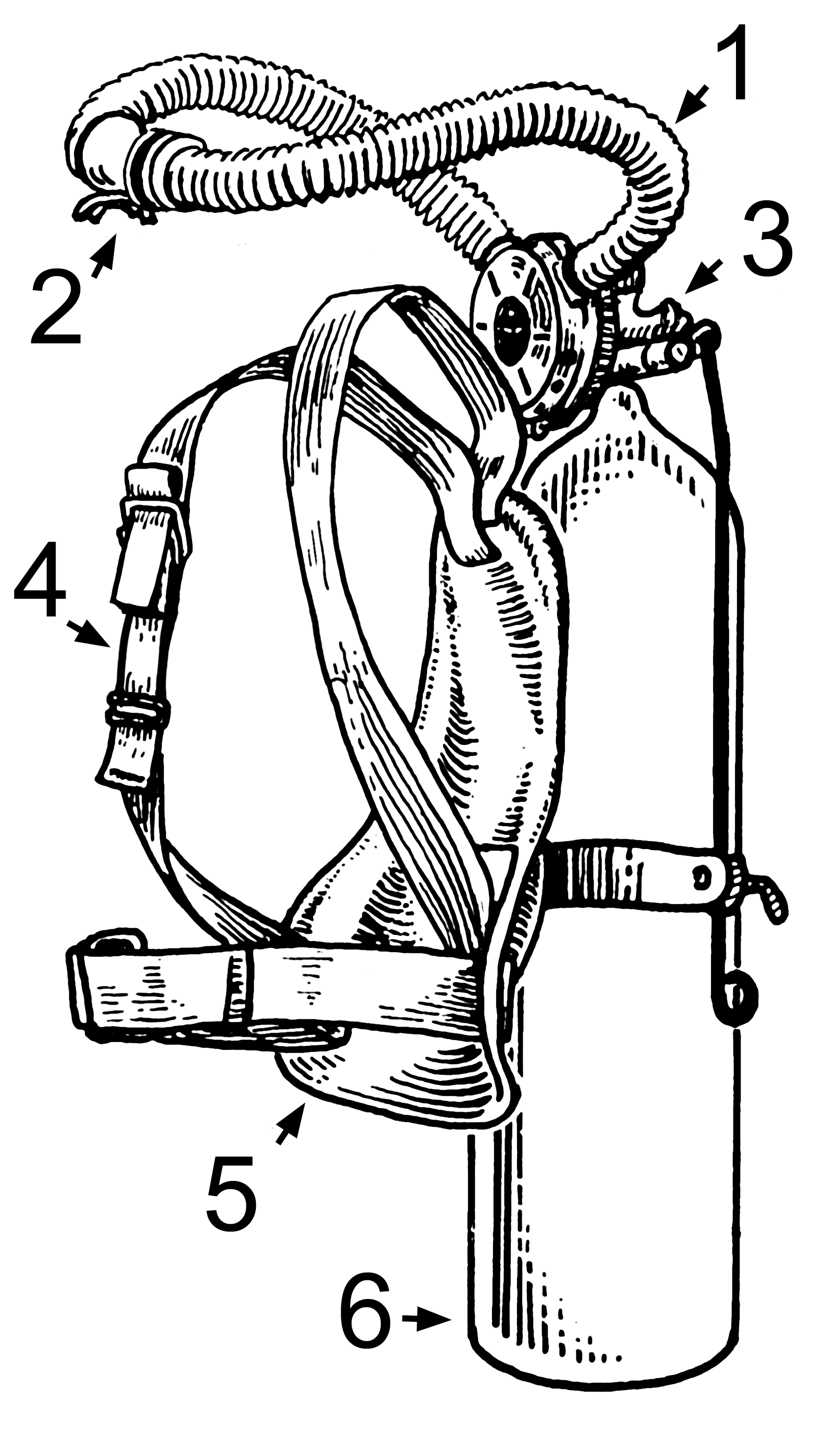
Das originale Aqualung-Tauchgerät.
1: Schlauch, 2: Mundstück, 3: Atemregler, 4: Harness, 5: Backplate, 6: Druckluftflasche

Die ursprünglichste Form des Tauchens ist das Apnoetauchen, bei dem ohne künstliche Atemgasversorgung getaucht wird. Bereits 450 v. Chr. wurden Tauchgänge mit Taucherglocken unternommen, bei denen sich der Atemgas-Vorrat auf die in der Glocke eingeschlossen Luft beschränkte. In der zweiten Hälfte des 18. Jahrhunderts war der Maschinenbau in Großbritannien so weit entwickelt, dass es möglich wurde, eine Taucherglocke zusätzlich durch Kompressoren mit Luft zu versorgen. Die Verkleinerung der Taucherglocke führte zur Erfindung der ersten Taucherhelme, mit denen sich ein Taucher am Grund mehr oder weniger frei bewegen konnte. Das 19. Jahrhundert war von der Weiterentwicklung der Helmtauchgeräte und der wegen der immer häufigeren Einsätze von Caissons entstehenden Überdruckmedizin geprägt. Die Ingenieure Benoît Rouquayrol und Auguste Denayrouze erfanden 1860 einen ersten Atemregler. Anfang des 20. Jahrhunderts wurden durch neue Materialien die Erfindung von Schwimmflossen, Tauchermasken und andere für das moderne Tauchen wichtige Ausrüstungsgegenstände möglich. 1911 stellte das Unternehmen Dräger ein Helmtauchgerät vor, dessen Luftversorgung auf der Basis eines Kreislauftauchgeräts aufgebaut war. Das erste Patent für ein Drucklufttauchgerät wurde 1943 von Jacques-Yves Cousteau und Émile Gagnan angemeldet. Wenige Jahre später ermöglichte die Aqualunge genannte Weiterentwicklung dieses Drucklufttauchgeräts den Erfolg des Sporttauchens als Breitensport und revolutionierte das Berufstauchen in vielen Bereichen.

## Formen des Gerätetauchens

### Sporttauchen

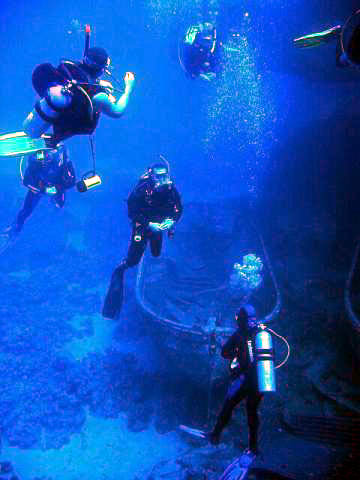
Gruppe von Gerätetauchern

Beim Sporttauchen verwendet der Taucher ein Drucklufttauchgerät (Scuba) oder ein Kreislauftauchgerät (Rebreather), um unter Wasser überleben zu können. Meist stehen die körperliche Betätigung, der Spaß, die Erholung, das Abenteuer und Naturbeobachtungen im Vordergrund des Taucherlebnisses. Das Sporttauchen ist die heute weltweit meistverbreitete Art des Tauchens. Beim Sporttauchen wird in der Regel Druckluft oder Nitrox als Atemgas verwendet. Ein Sauerstoff-Partialdruck ab etwa 1,2 bis 1,6 Bar wirkt toxisch auf das zentrale Nervensystem und erzeugt eine Sauerstoffvergiftung. Ein solcher Partialdruck wird mit Druckluft auf 47 bis 67 Meter Tiefe erreicht. Die Ausbildungsorganisationen für Sporttaucher definieren daher entsprechende Tiefenlimits. So begrenzen die weltweit größten Tauchorganisationen PADI, SSI, VDST und NAUI die maximale Tauchtiefe auf 40 m. Andere Organisationen gestatten ihren Mitgliedern größere Tiefen: unter anderen der British Sub-Aqua Club (BSAC) 50 m oder die französische CMAS-Vertretung Fédération française d'études et de sports sous-marins (FFESSM) bis 60 m. Meist wird zur Erhöhung der Sicherheit in einem Buddyteam oder einer kleinen Gruppe getaucht. Nur mit spezieller Ausbildung und Ausrüstung sollte solo getaucht werden. Für Gerätetaucher gibt es eine große Auswahl an Ausrüstungsgegenständen und ein reichhaltiges Angebot von Tauchausbildungen.
Im Gegensatz zu Berufstauchern gibt es in den meisten Ländern keine besonderen gesetzlichen Regelungen für Sporttaucher, die einen Tauchschein oder Tauchtauglichkeitsuntersuchung zwingend voraussetzen würden. Nahezu alle Tauchbasen verlangen jedoch zumindest die Vorlage eines Tauchscheins von anerkannten Verbänden wie CMAS (für Deutschland: VDST), PADI oder SSI für den Nachweis einer Tauchausbildung, um Tauchunfälle zu vermeiden.

#### Formen des Sporttauchens

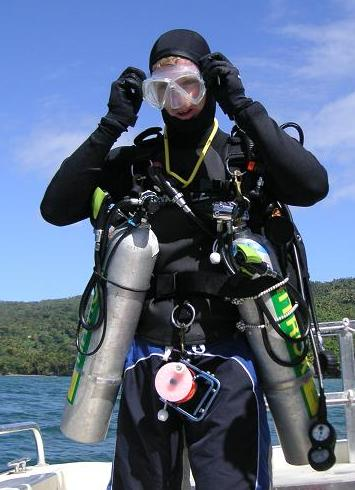
Ein technischer Taucher mit Sidemount-Konfiguration macht sich bereit für einen Tauchgang

Für Sporttaucher gibt es einige spezielle Formen, die nicht selten auch spezielle Kenntnisse und Ausbildungen voraussetzen:
Technisches Tauchen
Das technische Tauchen (Tec-Diving) ist eine immer populärer werdende Sonderform des Gerätetauchens, die es Freizeittauchern ermöglicht, mit Techniken und Verfahren, die ursprünglich den Berufstauchern vorbehalten waren, tiefere und längere Tauchgänge zu planen. Die Grenze zum normalen Sporttauchen ist fließend. In der Regel wird bei einem einzigen tiefen Tauchgang das Atemgasgemisch mehrfach gewechselt, da jedes Gemisch bei unterschiedlichen Tiefen verschiedene Vorteile und Gefahren mit sich bringt. Dies hat zur Folge, dass manche Taucher mit zahlreichen Flaschen behängt ins Wasser steigen. Technische Taucher verwenden Ausrüstungsteile wie zum Beispiel Wing-Jackets, Vollmasken, Stage-Flaschen (zusätzliche Flaschen, zumeist mit Gasmischung für die Dekompression), Backplates mit Harness und andere, die über das übliche Niveau des Sporttauchens hinausgehen. Technisches Tauchen erfordert wegen der andersartigen Ausrüstung und den speziellen Atemgasen eine besondere Ausbildung.
Eistauchen
Als Eistauchen bezeichnet man das Tauchen unter einer geschlossenen Eisdecke. Besondere Gefahrenmomente sind in erster Linie die Auswirkungen der niedrigen Wassertemperatur auf Taucher und Gerät sowie die nahezu ausgeschlossene Möglichkeit, die Einstiegsöffnung ohne Führungsleine wiederzufinden.
Historisches Tauchen
In letzter Zeit beginnt auch unter Sporttauchern das Interesse an alter Tauchtechnik zu wachsen. Insbesondere Helmtauchgeräte, wie sie zwischen 1900 und 1950 den Stand der Technik darstellten, aber zusehends aus der Berufstaucherei verschwinden, finden hier neue Beachtung. Im Vordergrund steht das Erlebnis des Umgangs mit alter Technik, vergleichbar mit der Liebhaberei alter Autos.
Höhlentauchen
Viele Höhlen sind ganz oder teilweise mit Wasser gefüllt – sie tauchend zu erkunden stellt einen besonderen Reiz dar. Damit verbunden sind jedoch Gefahren eigener Art, insbesondere Enge, Dunkelheit und die Gefahr, die Orientierung zu verlieren. Da der Höhlentaucher in der Regel keine Möglichkeit hat, in Gefahrensituationen kurzfristig aufzutauchen, muss er über ein besonders hohes Maß an Selbstkontrolle verfügen und auch in technischer Hinsicht vorsorgen. Hierzu dienen vor allem ein erheblich größerer Atemgasvorrat, redundante Ausrüstung und die Verwendung einer Führungsleine.
Orientierungstauchen
Beim Orientierungstauchen geht es um schnelles und genaues Tauchen. Diese Wettkampfsportart vereint Elemente des Orientierungslaufes und des Flossenschwimmens.
Unterwasserfotografie und Unterwasservideografie
Mit speziellen Kameras oder konventioneller Fotoausrüstung in wasser- und druckdichten Gehäusen ist es möglich, unter Wasser Foto- und Videoaufnahmen zu fertigen. Diese besondere Form der Foto- und Videografie findet nicht nur im professionellen Bereich Anwendung, sondern auch im Tauchsport.

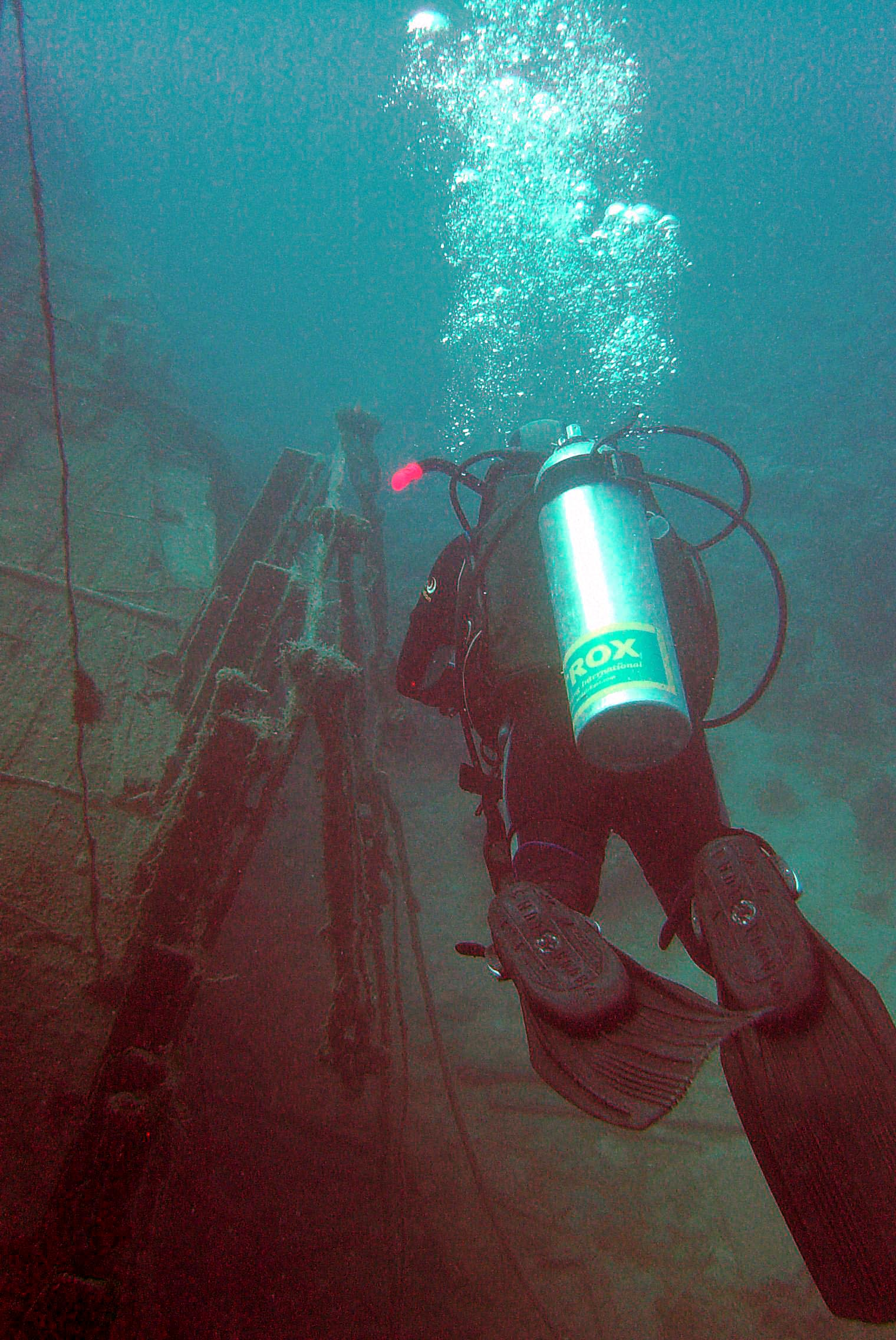
Wracktauchen
Schiffswracks stellen besondere Anziehungspunkte für Taucher dar, einerseits aus Interesse am versunkenen Schiff selbst, aber auch wegen der oft bemerkenswerten Tier- und Pflanzenwelt, die solche Artefakte als neuen Lebensraum bewohnen. Das Wracktauchen birgt jedoch Gefahren: Andersartige Strömungsverhältnisse, hängengebliebene Fischernetze, hervorstehende, scharfe Kanten und, sofern man in das Wrack eindringt, die Gefahr des Hängen- oder Steckenbleibens sowie der Orientierungsverlust.

### Umwelt- und Denkmalschutz
Die in den 1950er Jahren beginnende Verbreitung des Tauchsports zog zunächst teilweise erhebliche Umweltschäden nach sich. Insbesondere der Umstand, dass Tauchgeräte bedenkenlos, dafür aber mit großem Erfolg bei der Unterwasserjagd und der Bergung von Altertümern eingesetzt wurden, führte an manchen Orten zur Vernichtung des Habitats und der Nahrungsquellen von Tier- und Pflanzenwelt sowie zur unwiederbringlichen Zerstörung von archäologischen Fundstätten. Daher haben einerseits die staatlichen Behörden Schutzvorschriften erlassen oder sogar bestimmte Bereiche für das Tauchen gänzlich gesperrt. Die Erhaltung einer intakten Umwelt und der Fundstätten liegt andererseits aber auch im Interesse der Taucher selbst, was Tauchorganisationen dazu veranlasste, Verhaltenskodizes und spezielle Kurse auszuarbeiten, die zu umwelt- und denkmalgerechtem Tauchen ermahnen. Dies verhindert zum einen, dass Sporttauchern Gesetzesverstöße unterlaufen, die mit teilweise drastischen Strafen belegt werden und zum anderen machen sie das Tauchen zu einer Sportart, welche umweltverträglich ist und es ermöglicht, ungeahnte Einblicke in die Unterwasserbiologie oder in die Kulturgeschichte zu erhalten.
Durch Sporttaucher werden auch nicht selten Gewässerteile von Abfall befreit oder neue künstliche Habitate, wie beispielsweise künstliche Korallenriffe erbaut.

### Tauchen mit Behinderung
Auch Menschen mit Behinderung haben mittlerweile vielseitige Möglichkeiten, den Tauchsport auszuüben. Neben der wissenschaftlichen Auseinandersetzung kommt es zu einem bemerkenswerten ehrenamtlichen Engagement in diesem Bereich des Tauchsports. Die Ausbildungsanforderungen sind gegenüber den Nichtbehinderten keineswegs verringert, sondern eher erhöht. Der Grund liegt darin, dass trotz möglicherweise eingeschränkter Fähigkeiten des Tauchschülers der gleiche Sicherheitsstandard wie bei einem nichtbehinderten Gerätetaucher einzuhalten ist. Tauchbegleiter für Behinderte sollten idealerweise erfahrene Sporttaucher mit einer entsprechenden Zusatzausbildung sein, in der die künftigen Begleiter auf die Besonderheiten des Tauchens mit Behinderten vorbereitet werden.
Im kulturellen Begleitprogramm der Paralympics 2012 hat die britische Performance-Künstlerin Sue Austin mit einem selbst entwickelten Rollstuhl mit Propeller-Antrieb ein Unterwasser-Ballett choreografiert.

### Kindertauchen
Ab einem Alter von etwa 8 Jahren ist es für Kinder möglich, mit für sie angepasster Ausrüstung in auf Kinder ausgerichteten Tauchkursen das Tauchen zu erlernen. Kinder tauchen immer in einem Buddyteam mit einem Erwachsenen. Die Brevetierungen, die Kinder so erlangen können, sind gegenüber Erwachsenen-Brevets meist in der maximalen Tiefe und der Anzahl der Tauchgänge pro Tag eingeschränkt, da es nach wie vor keine abschließenden Ergebnisse darüber gibt, wie sich die veränderten Anforderungen an den Körper auf den kindlichen Organismus auswirken. Kinder reagieren anders als Erwachsene auf Gefahren oder Zwischenfälle und können so unter Wasser zu einem erhöhten Risiko für sich selbst und den sie begleitenden Buddy werden. Ab einem Alter von 15 oder 16 Jahren werden Jugendliche meist ohne Einschränkung zu den Tauchkursen für Erwachsene zugelassen. Tauchführer- und Tauchlehrer-Ausbildungen bleiben aber jungen Erwachsenen ab einem Alter von 18 oder 20 Jahren vorbehalten, weil sich bei diesen Tätigkeiten auch rechtliche Fragen auftun können. Tauchlehrer dürfen nur nach einer Zusatzausbildung, die sie als Kindertauchlehrer auszeichnet, Kinder unterrichten, prüfen und brevetieren.

### Pädagogisches Tauchen
Seit Mitte der 1990er Jahre entwickeln sich zunehmend auch tauchpädagogische Angebote für verhaltensauffällige Kinder und Jugendliche. Gerade in diesen Bereichen findet eine wissenschaftliche Auseinandersetzung statt, die sich nicht mehr nur mit der Sportart an sich auseinandersetzt, sondern auch mit psychologischen, pädagogischen und sogar psychiatrischen Fragen. Einen wesentlichen Beitrag dazu haben die Erkenntnisse aus der Tauchpsychologie geleistet. Emotionspsychologische und erlebnispädagogische Untersuchungen zeigen mittlerweile erstaunliche Erfolge und bestätigen die praktischen Erfahrungen der Pioniere auf diesem Gebiet. Auch Menschen mit geistiger Behinderung können von diesen Ergebnissen profitieren.

## Berufstauchen

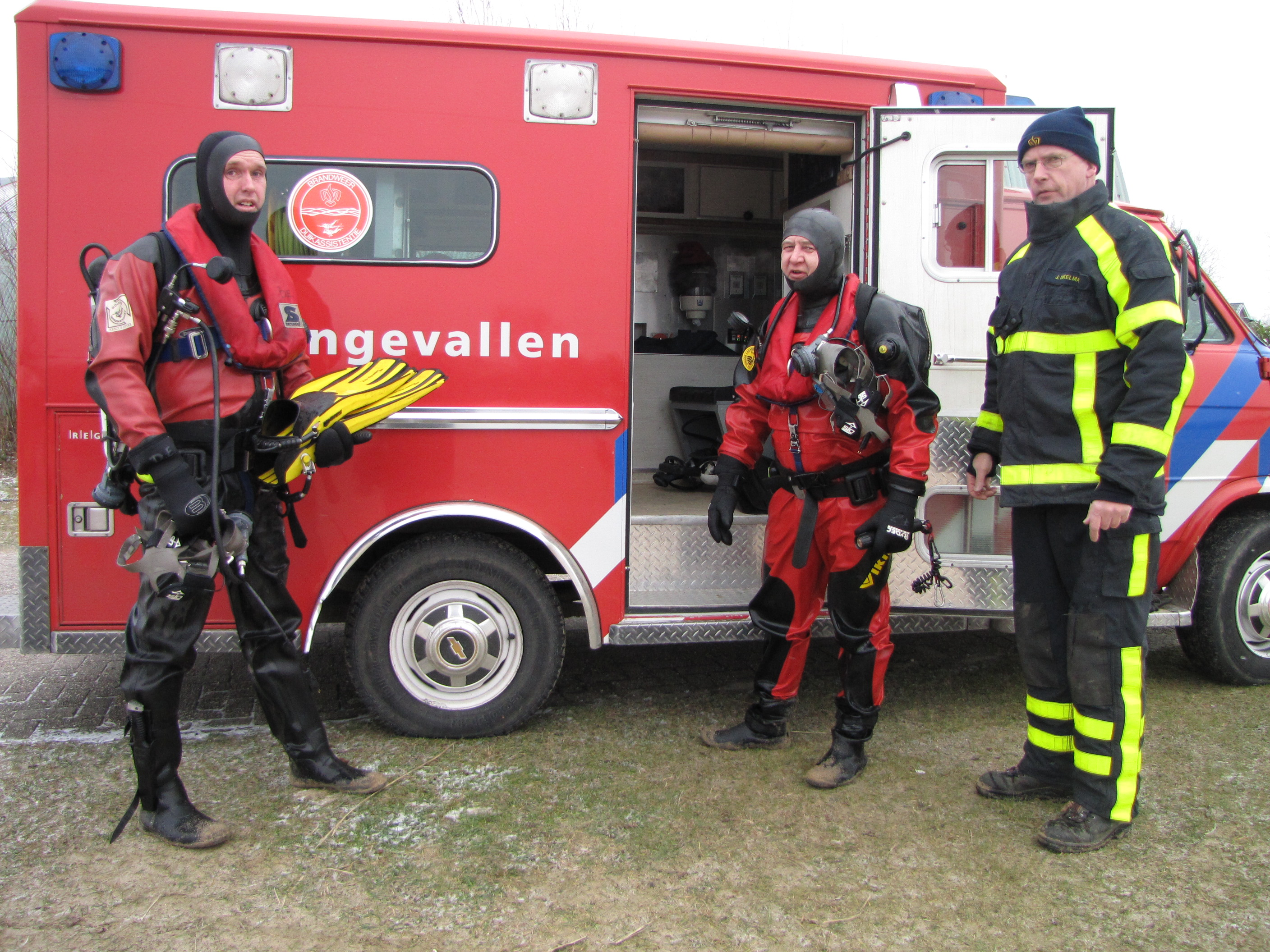
Rettungstaucher der Feuerwehr in Oude IJsselstreek

Das Ausführen gewerblicher Arbeiten unter Wasser ist die Aufgabe der Berufstaucher. Das Tätigkeitsspektrum ist sehr vielfältig, beispielsweise:
- Bauarbeiten, insbesondere Errichtung, Instandhaltung und Abbruch von Wasserbauwerken sowie Bauarbeiten an Land im Grundwasserbereich
- Überprüfungsarbeiten an Wasserbauwerken, Schiffen, Wasserstraßen, Wracks, Brunnen, Klärwerken etc.
- Bergungsarbeiten
- Rettungsarbeiten
- Aufgaben der Polizei und Landesverteidigung
- Signalisation der Wasserwege
- das Tauchen nach Hummer[12], Muscheln[12], Schwämmen usw.

Entsprechend breit gestreut ist das Spektrum der Stellen, die Taucher vorhalten oder beauftragen:
- Kleingewerbe: gewerbliche Bau- und Unterhaltsarbeiten unter Wasser oder Bergungsarbeiten
- Industrie: als Industrietaucher im Tiefbau, Anlagenbau oder als Offshore-Taucher (zum Beispiel in der Ölindustrie)
- Einsatztaucher: Rettungskräfte wie Feuerwehr (Feuerwehrtaucher), Polizei (Polizeitaucher), Wasserrettung, Wasserwacht und Katastrophenschutz (Rettungstauchen)
- Öffentlicher Dienst: bei Zoll, Polizei und Wasser- und Schifffahrtsbehörden.
- Militär: beim Militär als Einsatztaucher, Minentaucher, Kampfschwimmer, Schwimmtaucher, Schiffstaucher und Pioniertaucher
- Forschung: bei wissenschaftlichen Instituten und ozeanografischen Forschungseinrichtungen als Forschungstaucher, z. B. als Unterwasserarchäologe

Den Berufstauchern zuzurechnen sind auch die Tauchlehrer, die sich beruflich mit der Ausbildung von Tauchern befassen. Ortskundige Tauch-Guides arbeiten auf vielen Tauchbasen ebenfalls professionell.

### Sättigungstauchen
Mit dem Sättigungstauchen wird im Bereich der Berufstaucher dem Problem der erhöhten Dekompressionszeiten bei Tieftauchgängen begegnet. Dabei nutzt man die Tatsache, dass die Gasaufnahme des Organismus bei erhöhtem Druck irgendwann begrenzt ist. Nach einer bestimmten Zeit unter hohem Wasserdruck ist der Körper gesättigt, eine Verlängerung der Tauchzeit führt nicht zu einer noch längeren Dekompressionszeit. Da die Dekompressionszeit z. B. nach einem Tauchgang bis 200 m Tiefe bis zu sieben Tage betragen kann, kann sie nicht im Wasser verbracht werden. Dazu verwendet man heutzutage eine Dekompressionskammer, die einen allmählichen Aufstieg um rund 30 m pro Tag simuliert.
Diese Technologie kommt besonders bei Unterwasserstationen zum Einsatz. Ein Taucher, der sich in einer solchen Station für mehr als 24 Stunden aufhält, wird als Aquanaut bezeichnet.

## Ausrüstung
Neben dem Atemgas-Vorrat und dem Atemregler oder Helm trägt ein Gerätetaucher eine Tarierweste, Taucheranzug, Bleigewichte, die Tauchergrundausrüstung (Tauchmaske, Schnorchel, Taucherflossen), Füßlinge sowie Instrumente zur Kontrolle der Orientierung (Kompass), des Atemgasvorrates (Finimeter), der Tauchzeit (Taucheruhr), der Tauchtiefe (Tiefenmesser) und eine Dekompressionstabelle oder einen Tauchcomputer zur Berechnung eines sicheren Aufstiegs.

### Drucklufttauchgerät
Beim Tauchen mit Drucklufttauchgerät wird mit einer oder mehreren Druckluftflaschen getaucht, die nicht, wie oftmals angenommen, mit reinem Sauerstoff, sondern mit normaler, gereinigter und entfeuchteter Druckluft oder einem luftähnlichen Atemgasgemisch gefüllt ist. Vor allem Sporttaucher, die in kurzer Zeit viele Tauchgänge absolvieren, benutzen gerne Nitrox (mit Sauerstoff angereicherte Luft) anstelle von Druckluft. Durch den verringerten Stickstoffanteil erfolgt eine geringere Sättigung der Körpergewebe mit Stickstoff, und es werden längere Nullzeiten möglich. Das vom Taucher ausgeatmete Atemgas wird ins Wasser abgegeben.

### Helmtauchgerät

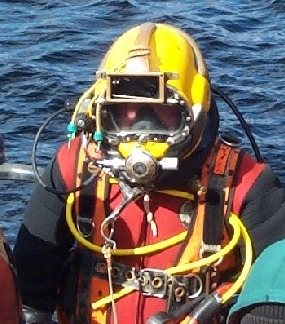
Taucher mit modernem Helmtauchgerät

Beim historischen Helmtauchen trägt der Taucher einen Tauchanzug, Kupfer-Helm, Schulterstück und viele Gewichte, um den Auftrieb des Helms auszugleichen. Über einen Schlauch wird der Helm mit Atemgas versorgt, das über der Wasseroberfläche durch einen Kompressor aufbereitet wird. Moderne Taucherhelme, die vorwiegend in der Berufstaucherei genutzt werden, bestehen oft aus kohlenstofffaserverstärktem Kunststoff und werden nicht selten durch eine vom Taucher mitgetragene Druckluftflasche oder ein Kreislauftauchgerät versorgt. Oberflächenversorgtes Tauchen wird aber gerade bei Unterwasserarbeiten auch heute noch oft angewandt.

### Kreislauftauchgerät

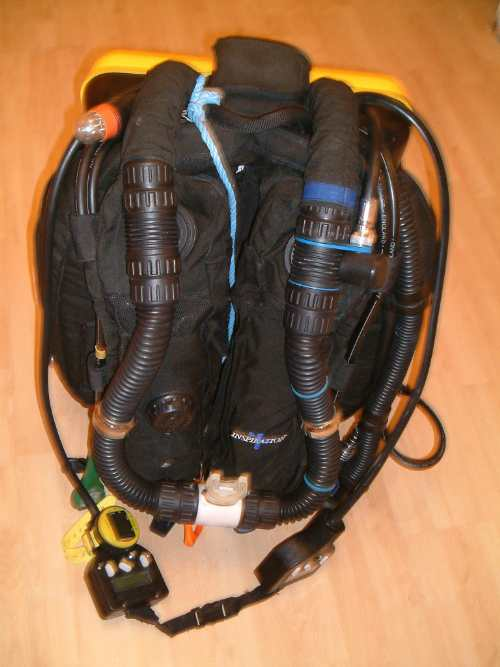
Ein Kreislauftauchgerät

Obwohl Kreislauftauchgeräte (Rebreather) die ersten wirklich autonomen Tauchgeräte waren, wurden sie lange nur von wenigen Tauchpionieren und dem Militär eingesetzt. Seit einigen Jahren erlangen diese Geräte aber auch bei Berufs- und Sporttauchern immer größere Popularität. Die ausgeatmete Luft wird innerhalb des Gerätes durch Atemkalk vom enthalten Kohlendioxid befreit, anschließend mit geringen Mengen von reinem Sauerstoff angereichert und erneut vom Taucher eingeatmet. Dieser geschlossene Kreislauf führt dazu, dass normalerweise keinerlei Ausatemluft ins Wasser abgegeben wird, ein Umstand der neben militärischen Tauchern auch von Unterwasserfotografen und Forschern geschätzt wird.

### Panzertauchanzug

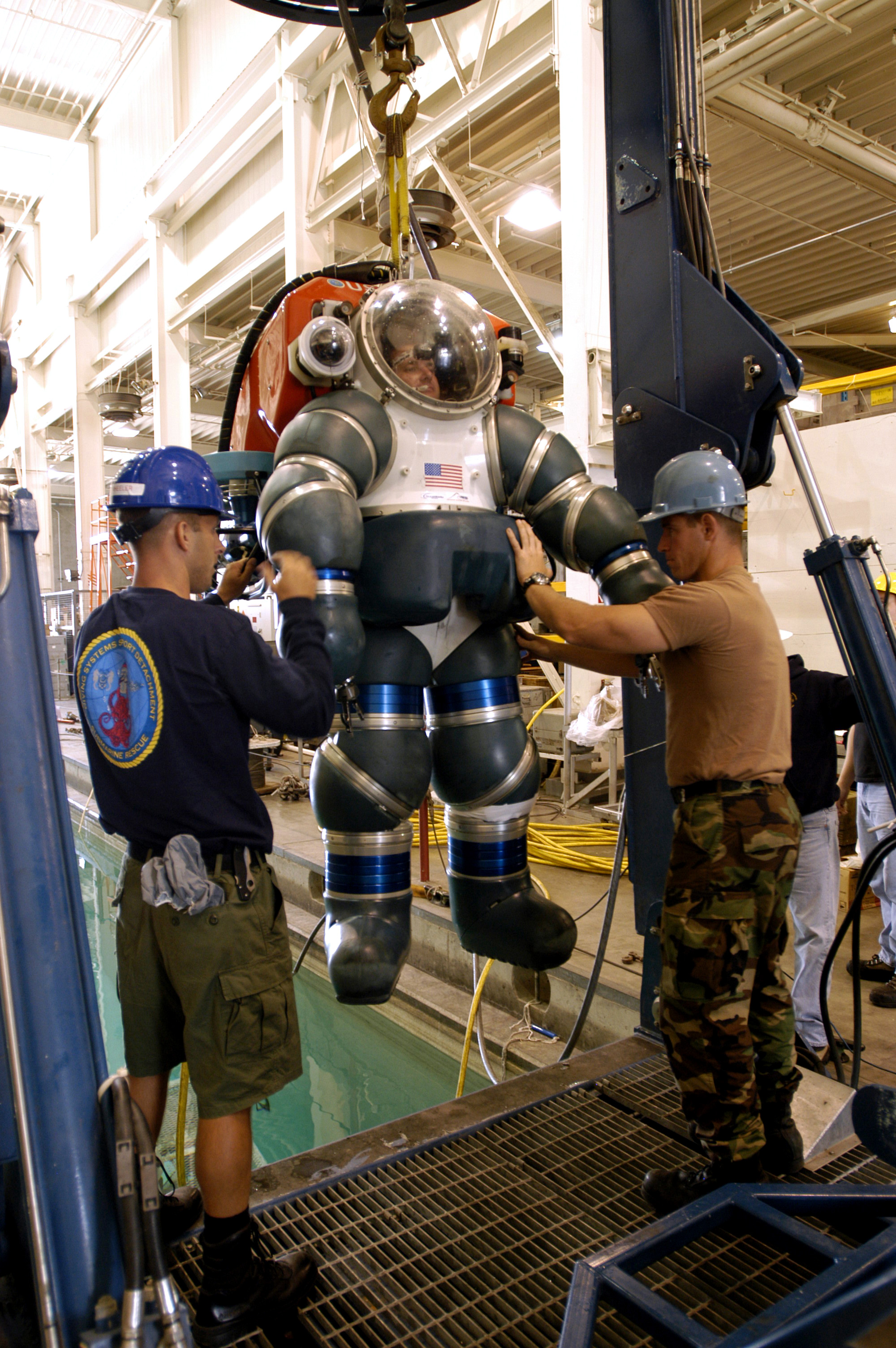
Training mit einem Panzertauchanzug 2005 (ADS von Oceanworks mit blauen Distanzringen)

Beim Panzertauchanzug handelt es sich um eine Sonderform eines Tauchanzuges oder ein bewegliches Einmann-U-Boot. Der Anzug ist starr, ein Druckausgleich mit dem Wasserdruck der Umgebung findet nicht statt. Die Luftversorgung erfolgt über ein Kreislaufgerät, wie es in Raumanzügen eingesetzt wird. Die Beweglichkeit von Armen und Beinen wird durch spezielle, den Druck intern ausgleichende Gelenke hergestellt. Da eine Benutzung der Hände nicht möglich ist, werden Greifer oder Manipulatoren eingesetzt. Eingesetzt wird der Panzertauchanzug von Berufstauchern in großen Tiefen von bis zu 610 Meter.

## Gefahren
Beim Tauchen begibt sich der Mensch in eine Umgebung, für die er durch seine biologischen Anlagen nicht geschaffen ist und in der er ohne technische Unterstützung nur kurze Zeit überleben kann. Zudem gibt es nur wenige andere Gelegenheiten, bei denen ein Mensch so unmittelbar mit verschiedenen physikalischen Gegebenheiten konfrontiert wird wie beim Gerätetauchen.
Statistisch gesehen ist Tauchen eine sehr sichere Sportart. Laut der langjährigen internationalen Statistik von Divers Alert Network (DAN) gibt es 4,7 Tauchunfälle pro einer Million Tauchgängen. Eine Million Tauchgänge entsprechen etwa einer gesamten Tauchzeit von mindestens 85 Jahren. Im Vergleich dazu ertranken im Jahre 2014 in Deutschland 4,9 pro einer Million Schwimmer. Jede Art des Tauchens hat jedoch ihre speziellen Gefahren und Risiken. Daher ist es notwendig, eine solide Tauchausbildung zu absolvieren, um die theoretischen und praktischen Kenntnisse im Umgang mit der Tauchausrüstung, der Tauchgangsplanung und das richtige Verhalten im Wasser zu erlernen. Tauchorganisationen bieten Kurse an, in denen Taucher Wissen und Fähigkeiten erlernen und erweitern können.
Die wichtigsten Risiken sind:
- Nichteinhalten der Limits (Gründe dafür können menschliche Fehleinschätzung sowie Selbstüberschätzung sein)
- Dekompressionskrankheit bei zu schnellem Auftauchen (Dekompression)
- Barotraumen durch physikalische Druckdifferenzen
- unkontrolliertes Handeln, ausgelöst durch eine Panikattacke unter Wasser
- Verlust des Bewusstseins durch einen Tiefenrausch
- technische Probleme wie das Vereisen von Atemreglern
- unkontrollierter Atemgasverlust durch Beschädigung des Tauchgeräts
- Unterkühlung wegen eines unzureichend isolierenden Tauchanzugs
- Lungenriss

In Tauchkursen erlernt der Taucher bestimmte Verhaltensweisen und das Einhalten von Grenzwerten, die alle darauf abzielen, Tauchunfälle möglichst vollständig auszuschließen, wenn sie eingehalten werden. Die Limits ergeben sich aus der Tauchmedizin und der Tauchphysik.

## Versicherungen

### Deutschland

#### Gesetzliche Sozialversicherungen
In der gesetzlichen Krankenversicherung und der gesetzlichen Rentenversicherung (gesetzliche Sozialversicherungen) bestehen keine Ausschlüsse. Behandlungskosten nach Tauchunfällen werden ebenso ohne Einschränkung übernommen wie Rentenzahlungen bei verminderter Erwerbsfähigkeit. Berufstaucher sind zudem über die gesetzliche Unfallversicherung versichert.

#### Private Versicherungen
Beim Sporttauchen gelten Ausschlüsse in vielen Versicherungsarten. So sind z. B. Dekompressionsunfälle und tauchtypische Gesundheitsschäden wie Barotraumata in der privaten Unfallversicherung ausgeschlossen. Einige Versicherer schließen diese Fälle über eine Zusatzvereinbarung jedoch mit ein. Auch bei Lebens-, und Berufsunfähigkeitsversicherungen gilt Sporttauchen als Risikoerhöhung. Leistungen sind hier oft ausgeschlossen oder nur über eine Zusatzvereinbarung versicherbar. Für beruflich tätige Sporttaucher, z. B. Tauchlehrer, sind im Einzelfall besondere Ausschlüsse zu berücksichtigen.

### Schweiz
Die meisten Tauchunfälle gelten nach schweizerischem Recht als plötzlich eintretendes und unvorhergesehenes Ereignis und werden deshalb von den – für alle in der Schweiz wohnhaften Personen obligatorischen – Krankenkassen (KVG) und Unfallversicherungen (NBU) übernommen. Kommt nach einem Tauchunfall ein Vorwurf wegen Fahrlässigkeit oder ähnliches auf, kann sich eine Krankenkasse oder Unfallversicherung gegen eine Kostenübernahme stellen. Deshalb sollten sich besonders Tauchlehrer und Tauchführer zusätzlich versichern.
Die Suva behandelt das Tauchen unter 40 m Wassertiefe als Risikosport, was rechtlich gesehen nach § 39 UVG und § 50 UVV als Wagnis gilt, weswegen die Leistungen von der obligatorischen Krankenkasse oder Unfallversicherung gekürzt werden können. Deshalb sollten ambitionierte Sporttaucher und technische Taucher eine zusätzliche Tauchversicherung abschließen. Diese kann in einer Zusatzversicherung (VVG) oder einer beliebigen anderen Police enthalten sein.
Auch für in der Schweiz wohnhafte Personen, die im Ausland tauchen, kann eine zusätzliche Tauchversicherung sinnvoll sein, da z. B. Druckkammerbehandlungen im Ausland nicht in jedem Fall von der Krankenkasse oder Unfallversicherung gedeckt sind.
Für Berufstaucher gelten andere Regeln, die im Arbeitsrecht geregelt sind.